# The Big Knockover
The Big Knockover är det svenska punkbandet No Fun at Alls tredje studioalbum, utgivet den 3 juli 1997.
I Sverige gavs skivan ut på CD och LP av Burning Heart Records, i övriga Europa på CD av Burning Heart Records och Semaphore och i USA på CD av Theologian Records.

## Låtlista
Där inte annat anges är musiken skriven av Mikael Danielsson och texterna av Ingemar Jansson.
1. "Catch Me Running Round" - 1:44 (musik: Mikael Danielsson och Jimmie Olsson)
2. "Suicide Machine" - 2:25
3. "Should Have Known" - 3:05
4. "Lose Another Friend" - 1:53
5. "When the Time Comes" - 2:43
6. "Sorry Lad" - 1:58
7. "Everything Inside" - 2:04
8. "The Other Side" - 2:48
9. "Away from the Circle" - 2:06
10. "Nobody's Perfect" - 2:12
11. "Your Feeble Mind" - 2:24
12. "Ultramar" - 2:35
13. "Break My Back" - 3:16

## Personal
- Peter in de Betou - mastering
- Mikael Danielsson - gitarr
- Lori Eanes - foto
- Staffan Flodquist - bandfoto
- Ingemar Jansson - sång
- Kristen Johansson - gitarr
- Lasse Lindén - medproducent
- No Fun at All - arrangemang, mixning
- Naoko Ogura - livefoto
- Jimmie Olsson - bakgrundssång (spår 1, 3, 5, 7-9, 13)
- Kjell Ramstedt - trummor
- Pelle Saether - producent, bakgrundssång (spår 3, 9), mixning
- Sergio Graphics - artwork
- Henrik Sunvisson - bas
- Mikael Tossavainen - bakgrundssång (spår 1)

### Fotnoter
1. 1 2 3  ”The Big Knockover”. Discogs.com. http://www.discogs.com/No-Fun-At-All-The-Big-Knockover/release/2430919. Läst 31 mars 2012.